# Gesprengte Ketten (1915)
Gesprengte Ketten ist ein mittellanges, deutsches Stummfilmdrama aus dem Jahre 1914 mit Fern Andra.

## Handlung
Das Sittenbild zeichnet den Lebensweg der ebenso mutter- wie aufsichtslosen Tochter eines Trinkers nach, die zur Dirne wird, sich anschließend als Bartänzerin versucht und schließlich dem sozialen Elend entkommt, indem sie einen Grafen heiratet. Mit dessen Hilfe überwindet sie allmählich das heimische Milieu, dem sie entkam, auch wenn immer wieder neue Gefahren und Verlockungen drohen, sie erneut abstürzen zu lassen. Schließlich bringt die verehelichte Gräfin durch ihr verantwortungsloses Verhalten sogar ihr eigenes Kind in größte Gefahr. Sie überkommt Todesangst und erleidet einen Nervenzusammenbruch. Erst jetzt begreift die Frau, dass sie die Ketten ihrer Vergangenheit sprengen muss, um einen wirklichen Neuanfang zu wagen.

## Produktionsnotizen
Gesprengte Ketten war drei Akte lang und wurde im April 1915 uraufgeführt.

## Kritik
„Mit diesem prächtigen Sittenbild, in dem Fern Andra die Hauptrolle spielt, hat der Filmmarkt eine Bereicherung in seinen erstklassigen Werken erhalten. Fern Andra ist eine ungemein vielseitige Schauspielerin, die jeder Rolle eine neue, unbekannte Nuance zu geben vermag und sich und ihre Künstlerschaft damit immer mehr in die Reihe der Filmlieblinge schiebt. […] Der Film ist in allen Teilen stark bewegt, fesselnd geschildert, photographisch hervorragend durchgeführt und szenisch mit großer Feinheit ausgestattet.“